# Rue Maréchal-Joffre (Pau)
Pour les articles homonymes, voir Rue du Maréchal-Joffre.
La rue Maréchal-Joffre est une artère du centre-ville de Pau dans le département français des Pyrénées-Atlantiques, en région Nouvelle-Aquitaine.

## Situation et accès
Elle relie le quartier du château de Pau, à partir de la rue Gassion jusqu'à la place Clemenceau.

## Origine du nom
Cette voie porte le nom de l'officier général français de la Première Guerre mondiale et maréchal de France Joseph Joffre (1852-1931).

## Historique
La ville de Pau s'est développée au Moyen Âge à partir de son château emblématique. Au commencement, l'espace bâtit est principalement regroupé autour de ce dernier, formant l'actuel quartier du château. Mais les besoins d'extension de la ville se font rapidement fait sentir du fait de la croissance démographique. Contrainte par des fortifications devenues trop étroites, la création de la Grande Rue permet d'orienter l'étalement urbain vers l'est du château. Les défenses de la ville s'adaptent ainsi régulièrement à l'expansion de cette dernière sur cet axe, des portes de villes sont installées successivement au gré de l'agrandissement de la Grande Rue.
À partir du XVIIe siècle, cette expansion uniquement orientée vers l'est prend fin grâce au franchissement du ruisseau du Hédas au nord.
Désormais appelée « rue de Morlaàs », ou « rue de la Poundge » (colline en béarnais), la vie de la rue est rythmée par les activités des différentes institutions qu'elle permet de desservir : le château, le parlement de Navarre, le couvent de Notre-Dame (actuelle place Clemenceau), puis la préfecture à partir de 1790. De nombreux hôtels particuliers sont ainsi réalisés pour accueillir les notables de la ville.
La Révolution française entraîne le départ des couvents, la disparition du parlement et la création de la préfecture. Un incendie a raison de l'hôtel de préfecture originel en 1908, un nouveau bâtiment est ensuite construit au même emplacement en 1929. Ces bouleversements permettent à l'artère de renforcer sa vocation commerçante. La période révolutionnaire est également l'occasion d'une inflation de changement de nom pour la rue. Elle prend successivement le nom de « rue marchande », « rue nationale », « rue de la Constitution », « rue de la Montagne », « rue de la Loi » puis plus durablement « rue de la Préfecture » à partir de 1791.

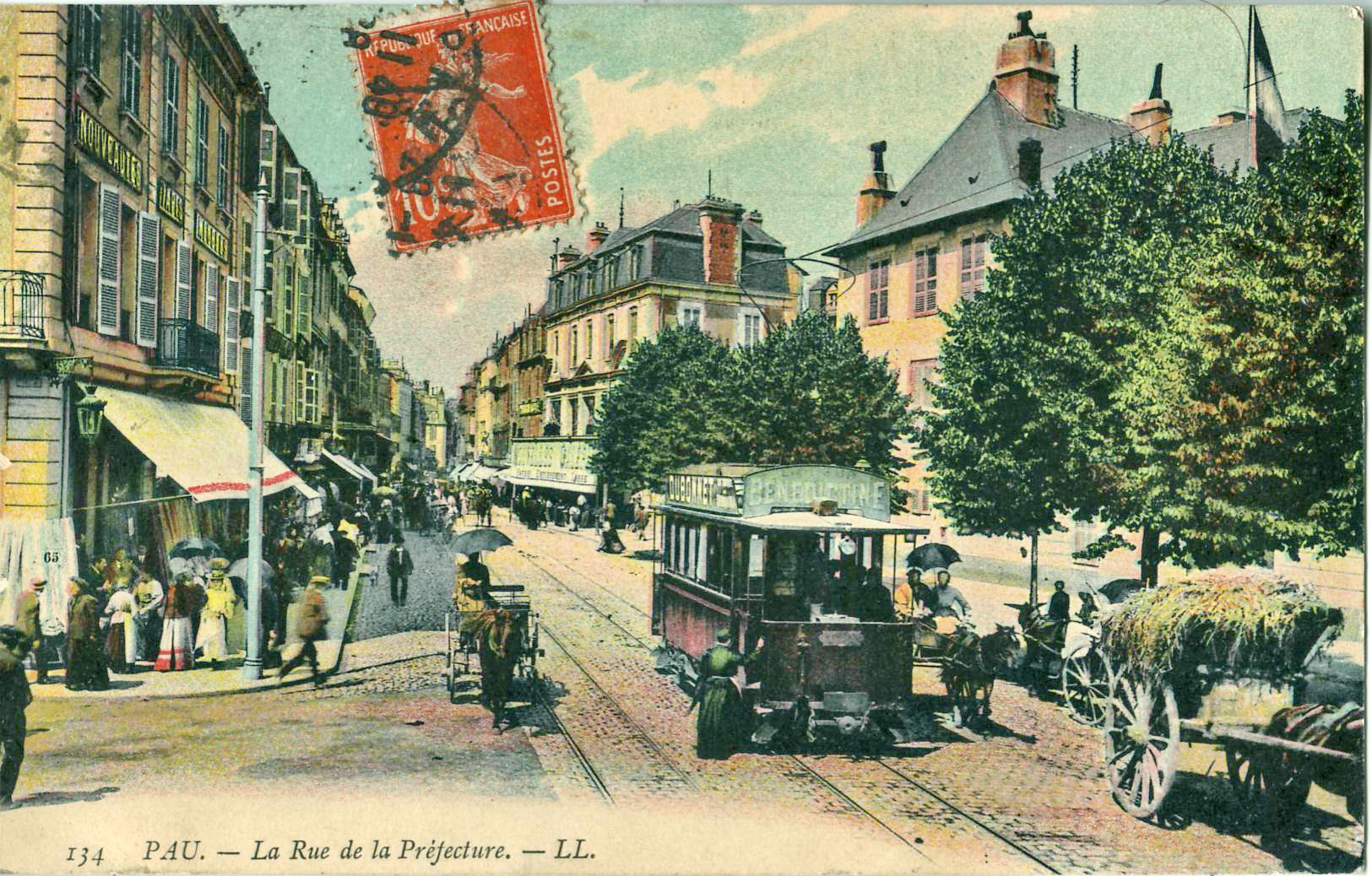
La rue de la Préfecture en 1907

Au XIXe siècle la rue profite du développement économique de la ville et de l'arrivée de nombreux touristes étrangers pour se muer en artère commerçante. Cette vocation a déjà commencé avec l'installation du marché au niveau de l'actuelle place Reine-Marguerite à la fin du XVIe siècle. Néanmoins, un essor nouveau marque ce XIXe siècle avec l'installation de nombreuses boutiques aux rez-de-chaussée des immeubles bordant la rue. En 1889, les Nouvelles Galeries sont construites et lancent ainsi la vague des grands magasins palois. En 1908, les Nouvelles Galeries sont déplacées dans un bâtiment plus spacieux de la place Clemenceau (actuelles Galeries Lafayette). Durant ce siècle, la rue change brièvement de nom pour s'appeler rue Louis-Philippe entre 1845 et 1849. Après la Première Guerre mondiale, la rue prend définitivement le nom de rue Maréchal-Joffre.

## Aujourd'hui
D'importants travaux sont réalisés en 2011 et 2012 pour donner, à cette artère, un caractère piétonnier. 18 mois de chantier sont nécessaires pour installer 520 000 pavés sur 8 000 m2.
Après avoir accueilli, tout au long de son histoire, des charrettes, le tramway, l'omnibus et la circulation automobile, la rue redécouvre la vocation piétonne de ses débuts.